# 顧澄
顧 澄（こ ちょう、1882年〈光緒4年〉 – 1947年〈民国36年〉頃）は、清末民初の数学者・教育者・官僚・政治家。字は養捂、養吾。清末以降において数学者・教育者として様々な団体・機関を設立した。また、親日政権である中華民国維新政府で要職をつとめた。

## 事績

### 清末から北京政府での活動

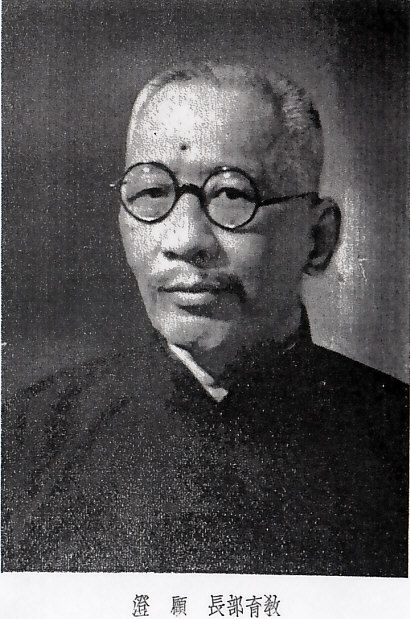
『中華民国維新政府概史』1940年

清末に格致書院数学科を卒業する。1909年（宣統元年）に、顧澄は四元数に関する文献を翻訳して『四原原理』という題名で出版し、中国に初めて四元数を紹介した。清末には京師訳学館学員、学部図書局編纂員を歴任している。
中華民国成立後の1912年 （民国元年）から北京政府で任官し、教育部で承政庁統計科科員、僉事、総務庁統計科科長、編審員、審査股弁事などを歴任した。1916年（民国5年）1月31日、財政部少大夫の位を授与されている。翌1917年（民国6年）3月23日、財政部管轄の京兆菸酒公売局局長として試験的に登用（「試署」）されたが、同年9月12日に退任となっている。また、会計伝習所で教務長もつとめた。
その一方で、顧澄は北京大学、清華大学で教鞭を執り、後には北平女子文理学院院長、東北大学数学系主任となった。1934年（民国23年）2月より上海交通大学数学系教授となる。翌1935年（民国24年）、中国初の全国規模の数学学術団体である中国数学会を創設し、執行部たる9人の董事の1人となった。さらに数学会から発行した雑誌の1つ『数学雑誌』や、上海交通大学科学学院が発行する『科学通訊』の総編輯をつとめた。

### 親日政権での活動
梁鴻志・陳群らによる華中での親日政権樹立活動に、顧澄も参与していたと見られる。1938年（民国27年）3月28日に中華民国維新政府が創設されると、4月3日、顧澄は教育部次長に任命された。しかし教育部長は専任されず、同月9日、内政部長・陳群が教育部長署理となったため、顧が事実上の部務代理となっている。
同年7月29日、陳群の教育部長署理兼務が解除され、顧澄が次長のまま部務暫時代行（「暫行代理」）となった。翌1939年（民国28年）4月6日、顧は次長から昇進し、教育部長署理に特任された。
顧澄は、教育部次長や部長署理として教育・学術団体の整備に取り組んだ。教員養成所（1938年1月9日開校）や新中国体育協会（同年9月6日設立）、南京中国教育協会（1939年1月設立）、中国教育協進会（同年3月設立）は、いずれも顧が中心となって開校または設立し、顧自身が長となったものである。1940年（民国29年）3月20日、顧は（国立）南京大学籌備委員会委員長を兼務し、いずれは新たな南京大学の校長に任命されると目されていた。
その一方で、顧澄ら維新政府教育部が進めた教育政策は日本の旧制に倣うこと甚だしく、その政策導入も「急進的」だった。「明治37・38年前後の良妻賢母教育」を理想とすることを公言し、中国の三・三制を撤廃して旧制中学五年制を導入し、また、小学校での日本語教育を強化したのである。なお、続く南京国民政府（汪兆銘政権）教育部（部長：趙正平）は三・三制を復活させ、小学校での日本語教育については課さないなど、実態に適応するため政策転換を行っている。

### 不遇の晩年
1940年（民国29年）3月30日、維新政府が汪兆銘政権に合流した際には、顧澄は同政権で要職に就かなかった模様である。また、南京大学籌備委員会は同年4月に解消され、新たに国立中央大学復興準備委員会（委員長：樊仲雲）が設置された。国立中央大学は同年9月30日に開校し、樊がそのまま校長となっている。
1940年3月以降には、顧澄の名が公の場で取り上げられることすら無くなり、下野・隠棲した可能性が高い。また、汪兆銘政権に参加しなかったためか、1945年（民国34年）8月以降に漢奸として摘発されたとの情報も無い。1947年（民国36年）頃に死去したという。

## 著作
- 『四元原理』（1909年）
- 『統計学之理論』（文明書局、1913年）
- 『数学叢談』（中国書学会、1940年）